# Michael Campbell
Michael Gregory Campbell OSA (ur. 2 października 1941 w Larne) – brytyjski duchowny rzymskokatolicki, augustianin, biskup diecezjalny Lancaster w latach 2009-2018.

## Życiorys
17 września 1966 złożył śluby zakonne w zgromadzeniu augustianów. Święcenia kapłańskie przyjął 16 września 1971. Pracował przede wszystkim w zakonnych parafiach oraz w katolickich szkołach. W latach 1985–1990 był misjonarzem w Nigerii. W latach 1999–2008 pełnił funkcję wikariusza biskupiego archidiecezji Westminster ds. zakonnych.
12 lutego 2008 papież Benedykt XVI mianował go biskupem koadiutorem diecezji Lancaster. Sakry udzielił mu w lancasterskiej katedrze 31 marca 2008 Patrick O’Donoghue, u boku którego miał posługiwać jako koadiutor. 1 maja 2009 został biskupem ordynariuszem diecezji.
12 lutego 2018 przeszedł na emeryturę.